# 維什諾皮利 (塔利諾耶區)
48°45′10″N 30°35′50″E / 48.75278°N 30.59722°E
維什諾皮利（烏克蘭語：Вишнопіль）是位於烏克蘭中部的村莊，由切爾卡瑟州裡茲韋尼霍羅德卡區的塔利內市鎮負責管轄。該村面積5.79平方公里，海拔高度183米，2024年人口764，人口密度每平方公里184.8人。